# Loch Linnhe

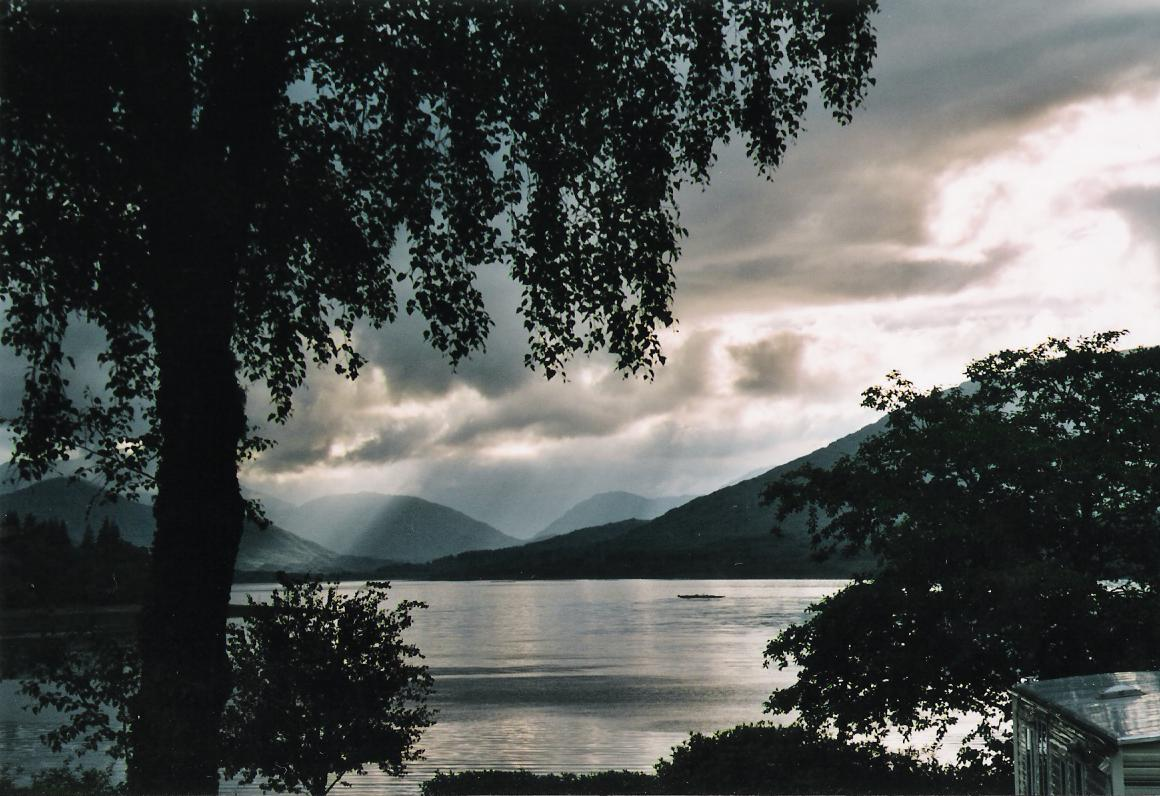
Altra immagine del Loch Linnhe

Il Loch Linnhe (pron.: /lɒx ˈlɪni/) è un'insenatura (loch marino) dell'oceano Atlantico della Scozia nord-occidentale, situata nell'area amministrativa dell'Highland.

## Geografia

### Collocazione
Il Loch Linnhe si estende a sud/sud-ovest di Fort William, ad est/sud-est del Loch Shiel e a nord-est dell'isola di Mull e si getta nel Sound of Mull.
Lungo la sponda occidentale si affacciano il Creach Bheinn e il Beinn Mheadhoin.

### Dimensioni
Il Loch Linnhe si estende per 9,3 miglia in lunghezza e per circa 1,2 miglia in larghezza.

### Territorio
Isole
- Lismore[2]
- Shuna

## Fauna
Nel Loch Linnhe si può ammirare diversa fauna selvatica, che comprende, tra l'altro, le foche.